# アラン・ミンダ
アラン・ステーブ・ミンダ・ガルシア（Alan Steve Minda García , 2003年5月14日 - ）はエクアドル・エスメラルダス県エスメラルダス出身のサッカー選手。ベルギー・ファースト・ディビジョンAのサークル・ブルッヘに所属している。ポジションはFW。

## クラブ経歴

### インデペンディエンテ・デル・バジェ
エスメラルダスで生まれたミンダは、2013年にCDエル・ナシオナルのユースチームに入団し、2016年インデペンディエンテ・デル・バジェのユースチームに加入。2020年にリザーブチームにあたるCDインデペンディエンテ・ジュニアーズでデビューした後、2021年にトップチームに昇格。5月22日のグアヤキル・シティFC戦でトップチームデビュー。3-0で勝利したホームでの試合でホセ・ウルタードとの交代で出場した。同年は2ゴールを記録。2023年に正式にトップチームに定着した。

### サークル・ブルッヘ
2023年7月12日、サークル・ブルッヘに5年契約で移籍。移籍1年目の2023-24シーズンは8ゴールを決めた。

## 代表経歴
2023年にU-20のエクアドル代表として南米ユース選手権に出場。代表は4位に入り2023 FIFA U-20ワールドカップにも出場。2024年3月にはフル代表に初招集。22日のグアテマラ戦です代表戦初出場。5月にはコパ・アメリカ2024の代表に選出。グループリーグのジャマイカ戦では、後半追加タイムにダメ押しとなるゴールを決め、3-1の勝利に貢献した。